# Ribâzu ejji
Ribâzu ejji (リバーズ・エッジ) é um filme japonês de 2018 dirigido por Isao Yukisada baseado no mangá homonimo de Kyoko Okazaki. O filme foi exibino no 68º Festival Internacional de Cinema de Berlim.

## Elenco
- Fumi Nikaido como Haruna Wakakusa
- Ryo Yoshizawa como Ichiro Yamada
- Shuhei Uesugi como Kannonzaki
- Sumire Chara como Kozue Yoshikawa
- Shiori Doi como Rumi
- Aoi Morikawa como Kannna Tajima